# اعتلالات عصبية بصرية ميتوكوندرية
تضم الاعتلالات العصبية البصرية ميتوكوندرية المنشأ مجموعة متنوعة من الاضطرابات التي تتظاهر بخلل بصري. تنجم الاضطرابات عن خلل وظيفي في ميتوكوندريا الخلايا العقدية الشبكية وخلايا العصب البصري والتصالب البصري والسبيل البصري. تكون هذه الاضطرابات متعددة العوامل، إذ تنطوي آلياتها المرضية على وجود خلل أيضي و/أو هيكلي ناجم عن طفرات جينية، أو التعرض لعوامل ضغط بيئية، أو كليهما. تتضمن العيوب العصبية البصرية الثلاثة الأشيع ضمن هذه الفئة ما يلي: الاعتلال العصبي البصري ثنائي الجانب والكفَأ مع تدلي الجفن والتهاب الشبكية الصباغي.

## العلامات والأعراض
يشمل التجلي العام والشائع لهذه المجموعة الواسعة من الأمراض معاناة المريض من فقدان ثنائي غير مؤلم لحدة البصر، وشحوب قرص بصري مصحوب بدرجات متفاوتة من اضطرابات رؤية الألوان وعتمات مركزية عميائية. قد تكون استجابة الحدقة للضوء بطيئة عند الفحص. لا يتوقع المرء مشاهدة خلل حدقي وارد، لأن الاعتلالات العصبية البصرية غالبًا ما تكون ثنائية ومتناظرة. قد يظهر القرص البصري احتقانًا معتدل الشدة مع نزوف شظوية صغيرة على القرص أو حوله، وقد يبدو بشكل طبيعي تقريبًا. قد يكون ضمور العصب البصري طفيف الشدة، ويتطور عادةً في وقت لاحق. مع ذلك، قد يصبح الضمور شديدًا في مراحل لاحقة، ما يقلل من فرص الشفاء.
تختلف مدة الظهور بالاعتماد على الآلية المرضية المسببة، فقد يكون بدء المرض فوري أو مخاتل. تساعد السمتان الرئيسيتان التاليتان في التمييز بين الاعتلالات العصبية البصرية المكتسبة والموروثة وهما: غياب القصة العائلية والإصابة المتزامنة لكلتا العينين، إذ يتميز الشكل المكتسب من المرض عادةً بهاتين الميزتين.

## الفسيولوجيا المرضية
قد يكون الخلل الوظيفي في الميتوكوندريا خلقي أو مكتسب، ولكنهما يملكان نفس الفسيولوجيا المرضية. يحدث المرض نتيجة خلل في الفسفرة التأكسدية ضمن الميتوكوندريا يؤدي إلى انخفاض إنتاج الأدينوسين ثلاثي الفوسفات مع زيادة متزامنة في الخلايا العصوية.
تتكون هذه الميتوكوندريا داخل الجسم المركزي للخلايا العقدية الشبكية، وتنقل إلى أسفل المحوار، ثم توزع إلى المناطق التي تحتاجها. يعتمد النقل الفعال للميتوكوندريا على عوامل متعددة، كإنتاج الطاقة الخاصة بها وسلامة الهيكل الخلوي ومكوناته البروتينية (كالتوبولين، وما إلى ذلك) وتغمد المحاوير بكمية كافية من الميالين.
قد يكون أي خلل وظيفي في هذه الأنظمة ذو أهمية مرضية للاعتلالات العصبية البصرية بمشاركة أولية أو ثانوية للميتوكوندريا. قد يكون للطفرات الجينية والأذيات السمية ونضوب العوامل المغذية تأثير سلبي على بنية الميتوكوندريا ووظيفتها ضمن الجهاز البصري، ما يؤدي إلى هذا النوع من الاعتلال العصبي.

## العلاج
يعتمد العلاج على التشخيص والمرحلة التي شُخص فيها المرض. بالنسبة للاعتلال العصبي البصري الناجم عن أسباب سمية وغذائية، فإن العلاج الأكثر أهمية هو إزالة العامل المؤذي إن أمكن، واستعادة العناصر الغذائية المفقودة، فمويًا أو عضليًا أو وريديًا. قد تصبح الإصابة غير قابلة للشفاء إذا تأخر العلاج.
يختلف مسار العلاج باختلاف الأشكال الخلقية لهذه الاعتلالات العصبية. تتوفر بعض العلاجات الدوائية التي حققت نجاحًا متواضعًا في علاج هذه الاضطرابات، كالإيدبينوني المستخدم في علاج اعتلال ليبر العصبي الوراثي البصري. ينحصر العلاج غالبًا في تغييرات نمط الحياة ووسائل الراحة والتدابير الداعمة.

## الوبائيات
قد تكون الأمراض التي نعتبرها خلقية المنشأ محددة بالجهاز البصري (كاعتلال ليبر العصبي الوراثي البصري وضمور العصب البصري السائد) أو في سياق متلازمات سريرية (كمتلازمة ميلاس والتصلب المتعدد). تشير التقديرات إلى أن الاعتلالات العصبية البصرية الموروثة تؤثر في مجموعها على شخص من كل 10000 شخص.
يقسم الشكل المكتسب أيضًا بالاعتماد على الآلية السببية لأسباب سمية (عقاقير أو مواد كيميائية) أو غذائية/ أيضية (نقص فيتامينات/ مرض السكري). قد يحدث سوء التغذية بالتزامن مع الأذية السمية، وهذا يعطينا فئة ثالثة ناجمة عن أسباب مشتركة. يطلق مصطلح الاعتلال العصبي البصري السمي/ الغذائي، عندما يساهم عوز التغذية مع الأذيات السمية/ الأيضية في فقدان البصر المرتبط بتلف الخلايا العقدية الشبكية وميتوكوندريا العصب البصري أو اضطراب عملهم.